# Triplophysa hazaraensis
Triplophysa hazaraensis är en fiskart som först beskrevs av Omer och Mirza, 1975.  Triplophysa hazaraensis ingår i släktet Triplophysa och familjen grönlingsfiskar. Inga underarter finns listade i Catalogue of Life.